# Champdeuil
Champdeuil (ʃɑ̃.dœjⓘ) es una población y comuna francesa, en la región de Isla de Francia, departamento de Sena y Marne, en el distrito de Melun y cantón de Mormant.

## Demografía
| 235 | 310 | 337 | 482 | 620 | 658 |
| Para los censos de 1962 a 1999 la población legal corresponde a la población sin duplicidades (Fuente: INSEE [Consultar]) |     |     |     |     |     |